# Baselstab

Baselstab w herbie kantonu Bazylea-Miasto

Baselstab w herbie kantonu Bazylea-Okręg

Baselstab – pastorał (niem. Bischofsstab) w herbach wsi i miast w regionie Bazylei. 
Sam pastorał księcia-biskupa Bazylei występuje w herbach miasta Bazylei oraz kantonów Bazylea-Miasto i Bazylea-Okręg, przy czym w dwóch pierwszych przypadkach jest czarny, w ostatnim - czerwony.
Do reformacji biskup Bazylei miał swoją siedzibę faktycznie w Bazylei (Biskupstwo Bazylei), potem pewien czas w Pruntrut, a od XIX w. oficjalną siedzibą biskupa Bazylei jest Solura. Biskup wciąż jednak nosi tytuł biskupa Bazylei, a Bazylea i jej oba półkantony, mimo przeważającego tam wyznania protestanckiego, zachowały pastorał w herbach.

## Użycie
Baselstab występuje w herbach następujących kantonów:
- Bazylea-Okręg
- Bazylea-Miasto
- Jura

Baselstab występuje też w herbach następujących miejscowości (lista niepełna):
- Bazylea
- Liestal
- Delémont
- Laufen
- Bättwil
- Bärschwil
- Grellingen
- Lajoux
- Mervelier
- Reinach
- Röschenz
- Wahlen